# IBCラジオ・チャリティ・ミュージックソン
『IBCラジオ・チャリティ・ミュージックソン』（アイ・ビー・シーラジオチャリティーミュージックソン）は、IBC岩手放送で毎年12月24日から12月25日にわたって放送されるチャリティーラジオ番組である。「ラジオ・チャリティ・ミュージックソン」の岩手ローカル版（企画ネット）である。

## 概要
ニッポン放送をキーステーションに放送される「ミュージックソン」の企画ネット番組で、IBCでは1978年に放送を開始。コンセプトは共通しているが、番組ほぼ全編をIBCが独自製作している。IBCの「冬の風物詩」として定着しており、ニッポン放送と異なり「ラジソン」を略称として用いている。
他の放送局同様、身体障害者への支援を目的とする「通りゃんせ基金」への募金を募っている。県内各地に、耳をモチーフとしたロゴマークの入った青い募金箱が置かれている。
例年、ネット局では（ニッポン放送を除き）トップレベルの募金額を集めており、「音の出る信号機」設置などに役立てられている。2011年度以降は東日本大震災被災地支援も行われている。

## 出演者
メインパーソナリティは2010年度以降、菊池幸見（IBCアナウンサー）が担当。近年はチャリティーランナー（メインゲスト）として村上弘明（俳優、陸前高田市出身）が招かれている。
菊池以前は長らく大塚富夫（IBCアナウンサー、現在は嘱託）がメインパーソナリティを務めていた。社員として定年を迎えた後の2010年に、菊池にバトンタッチしたものの、現在もレポーターとして番組に参加している。

## 番組内容
盛岡市のIBC本社1階ロビースタジオ（隣接するIBCホールも使用）を拠点に24時間前後放送。
リスナーからのメッセージを募集し、ロビースタジオで随時読み上げる。
番組テーマソングにはニッポン放送と同じニニ・ロッソではあるが「夢のトランペット (Capricio romantico)」ではなく、「哀しみのソレアード (Soreado)」を用いていた。その後オープニングテーマは変更され、2023年からはエンディングで「夢のトランペット (Capricio romantico)」を流している。
ラジオカー「通りゃんせ号」にゲストやレポーター（アナウンサー等）が乗り込み、県内各地を行脚し、レポートを行う。また募金会場「愛の泉」が各地に設置される。ニッポン放送とのエール交換枠である「声の握手」では、本社スタジオの菊池と、通りゃんせ号に乗り込んだ村上がニッポン放送のパーソナリティやアナウンサー陣で掛け合うのだが、往々にして村上の語り掛けが長引くことが多い。
例年、IBCテレビの番組内（IBCニュースエコー、じゃじゃじゃTV等）でロビースタジオからの生中継が行われるのが通例となっている。